# سان شنگنان
 سان شنگنان (انگلیسی: Sun Shengnan؛ زاده ۲۱ ژانویهٔ ۱۹۸۷) یک تنیس‌باز اهل جمهوری خلق چین است.